# Sthenias damarensis
Sthenias damarensis es una especie de escarabajo longicornio del género Sthenias, tribu Pteropliini, subfamilia Lamiinae. Fue descrita científicamente por Adlbauer en 2011.
El período de vuelo ocurre durante el mes de marzo.

## Descripción
Mide 16-17 milímetros de longitud.

## Distribución
Se distribuye por Namibia.